# Dailamitas

Mapa que muestra Dailam o Daylam en el oeste de Tabaristán.

Los dailamitas o daylamitas fueron un pueblo iranio que habitaba las regiones montañosas al norte de Irán, en la orilla sur del mar Caspio. Fueron empleados como soldados en la época del Imperio sasánida, y resistieron durante mucho tiempo la conquista árabe de Persia y la subsiguiente islamización. En la década de 930 emergió de entre ellos la dinastía búyida, que se las arregló para obtener el control sobre gran parte del actual Irán y lo mantuvo hasta la llegada de los turcos selyúcidas, a mediados del siglo XI.

## Historia

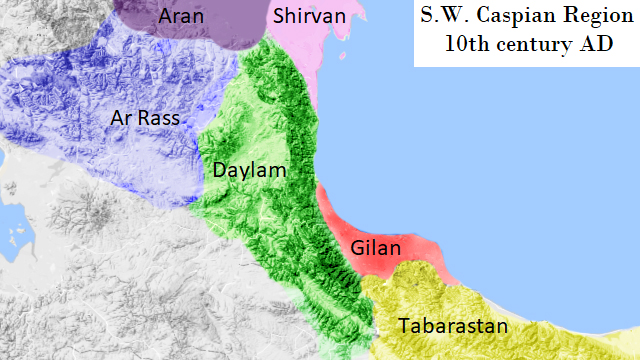
Dailamitas

Los dailamitas vivían en las tierras altas de Dailam, enclavadas en la cordillera Elburz, entre Guilán y Tabaristán. Sin embargo, las fuentes zoroástricas y cristianas más antiguas indican que este pueblo provenía originalmente de Anatolia, de cerca del río Tigris, donde aún viven hoy grupos etnolingüísticos iranios tales como los dimilis. Hablaban un idioma propio, un dialecto persa noroccidental similar al de los vecinos guilakíes. El cristianismo nestoriano estaba extendido entre ellos debido a las actividades de Juan de Dailam; hay noticia de obispados en esta área tan remota en fechas tan tardías como la década de 790 y es posible que algunos remanentes sobrevivieran allí hasta el siglo XIV. Durante el periodo sasánida, los dailamitas fueron empleados como infantería selecta. Según los historiadores bizantinos Procopio de Cesarea y Agatías, eran un pueblo belicoso y experto en el combate cuerpo a cuerpo; cada guerrero iba armado con una espada, un escudo y lanzas o jabalinas. Apoyaron la rebelión de Bahram Chubin contra Cosroes II, pero más tarde cuatro mil de ellos sirvieron como destacamento de elite en la guardia del segundo. El general sasánida Vahriz, enviado por Cosroes I en 570 a conquistar Yemen, era probablemente de ascendencia dailamita, y sus tropas incluían soldados de esta tribu, que más tarde desempeñaron un importante papel en la conversión de Yemen al naciente islam.

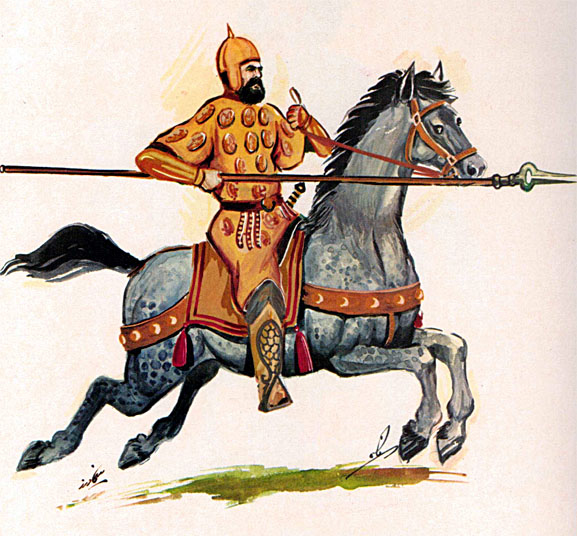
Guerrero dailamita en un libro de texto iraní de 1976.

Algunas fuentes musulmanas sostienen que después de la derrota sasánida en la batalla de al-Qadisiyya, el contingente de cuatro dailamitas de la guardia real, junto con otras unidades persas, desertó al bando árabe y sus miembros se convirtieron al islam. Sin embargo, los dailamitas lograron resistir la invasión árabe de su propia patria montañosa durante varios siglos y seguir gobernados por sus propios caudillos locales. La guerra en el territorio se hizo endémica, con incursiones y contraataques por ambos bandos. Con los árabes, la antigua ciudad-fortaleza persa de Qazvín recuperó su papel de la época sasánida como baluarte contra las incursiones dailamitas. Según el historiador al-Tabari, los dailamitas, junto con los turcos, eran considerados los peores enemigos de los musulmanes. Los abasíes penetraron en la región y ocuparon porciones de ella, pero su control nunca fue verdaderamente efectivo. Durante el califato de Harún al-Rashid, algunos chiíes buscaron escapar de la persecución religiosa refugiándose entre los dailamitas, la mayoría de los cuales permanecían fieles a su fe pagana, a excepción de unos pocos zoroástricos y cristianos. Algunos de estos exiliados eran alíes, y comenzaron la conversión gradual de los dailamitas al islam chií. Con todo, una fuerte identidad persa se mantuvo arraigada en los pueblos del lugar, junto con una mentalidad arabófoba. Los señores de la zona, como la dinastía ziyárida, llegaron al punto de celebrar antiguos festivales iranios y zoroastrianos.
Una rama moderna de los dailamitas es conocida con el nombre de tribu delaim o dulaim en Irak.